# Michał Koterski
Michał Koterski, còn được gọi là Misiek Koterski (sinh ngày 29 tháng 12 năm 1979 tại Kraków) là một diễn viên, người dẫn chương trình truyền hình và diễn viên hài độc thoại người Ba Lan. Anh là con trai của đạo diễn Marek Koterski và Iwona Ciesielska.

## Tiểu sử
Michał Koterski nổi tiếng nhờ vào vai diễn trong phim Dzień świra (Day of the Wacko) của cha mình. Trong đó, anh đóng vai Sylwuś, con trai của Adam Miauczyński. Nam diễn viên tạo dấu ấn bằng phong cách diễn xuất riêng của mình. Michał Koterski cũng tham gia sản xuất chương trình radio buổi sáng Antyradio. Vai trò của anh trong chương trình là đọc các bài viết trên blog của các chính trị gia nổi tiếng, chẳng hạn như Renata Beger và Wojciech Wierzejski.
Michał Koterski là anh em họ với Maciej Koterski, diễn viên đóng vai Piotruś Wolański trong các phim Kogel-mogel và Galimatias, czyli kogel-mogel II.
Michał Koterski từng tham gia chương trình Jak oni śpiewają (How They Sing) mùa thứ 3. Ngày 12 tháng 4 năm 2008, anh bị loại khỏi chương trình, nhường cho Aneta Zając và Grażyna Szapołowska đi tiếp. Anh kết thúc cuộc thi ở vị trí thứ 9.

## Thành tích nghệ thuật
- 1999: Ajlawju trong vai Sylwuś Miauczyński
- 2002: Superprodukcja trong vai Nhân viên trạm xăng
- 2002: Dzień świra (Day of the Wacko) trong vai Sylwuś Miauczyński
- 2006: Królowie śródmieścia trong vai Słoniu
- 2006: Wszyscy jesteśmy Chrystusami (We're All Christs) trong vai Sylwuś Miauczyński
- 2007: 7 Dwarves: The Forest Is Not Enough
- 2009–nay: Pierwsza miłość (First Love) trong vai Henryk "Kaśka" Saniewski
- 2010: Jeż Jerzy (George the Hedgehog)
- 2011: Kac Wawa